# Makare Desilets
Makare Desilets est une ancienne joueuse de volley-ball américaine née le 26 juin 1976 à Suva (Fidji). Elle mesure 1,87 m et jouait au poste de centrale.

## Clubs
| Club                     | De        | À         |
| ------------------------ | --------- | --------- |
| University of Washington | 1994-1995 | 1996-1997 |
| Pallavolo Reggio Emilia  | 2000-2001 | 2000-2001 |
| Türk Telekom Ankara      | 2006-2007 | 2007-2008 |
| Samorodok Khabarovsk     | 2008-2009 | 2008-2009 |
| Spes Volley Conegliano   | 2009-2010 | 2009-2010 |
| Volley Urbino            | 2010-2011 | 2010-2011 |
| GSO Villa Cortese        | 2011-2012 | 2011-2012 |
| Impel Wrocław            | 2012-2013 | 2013-2014 |

## Palmarès

### Clubs
- Coupe de la CEV
  - Vainqueur : 2011.
- Championnat de Pologne
  - Finaliste : 2014.

### Distinctions individuelles
- Ligue des Champions de volley-ball féminin 2011-2012: Meilleure serveuse.